# Tipula (Pterelachisus) octomaculata
Tipula (Pterelachisus) octomaculata is een tweevleugelige uit de familie langpootmuggen (Tipulidae). De soort komt voor in het Palearctisch gebied.